# 南安老
南安老，是臺灣高雄市田寮區的一個傳統地域名稱，位於該區中部至東部略偏南地帶。相較於今日行政區，其範圍大致包括田寮里東北大半部、大同里東部、南安里東北半部、三和里不含北端。
本地區境內主要聚落為南安老、四塊厝、田草藔、菜堂、內冬羔蚋、外冬羔蚋、茄苳湖、豎旗呈、中坑子。

## 歷史
台灣日治初期，南安老地區為一街庄，稱為「南安老庄」（舊制街庄），隸屬於嘉祥內里。該庄昔日西北與狗氳氤庄為鄰，東北與打鹿埔庄為鄰，東與北勢庄、溪州庄為鄰，東南邊為磱碡坑庄，西南邊田藔庄。
1901年（日治明治三十四年）11月11日，全台廢縣廳改設二十廳，該庄隸屬於蕃薯藔廳。1904年（明治三十七年）2月16日，該庄編入「田藔區」，隸屬於蕃薯藔廳。1909年（明治四十二年）10月25日，全台合併二十廳為十二廳，田藔區改隸屬於阿緱廳。1920年（大正九年）10月1日，全台地方制度大改正，廢十二廳改設五州二廳，該庄改制為「南安老」大字，隸屬於高雄州旗山郡田寮庄（新制街庄）。1932年（昭和七年）12月1日，田寮庄改隸屬於岡山郡。
戰後田寮庄改制為田寮鄉，隸屬於高雄縣，大字亦改制為村。1950年（民國39年）10月1日，高、屏分治，田寮鄉仍隸屬於高雄縣。2010年（民國99年）12月25日，高雄縣、市合併為直轄高雄市，田寮鄉改制為田寮區，村亦改制為里。

## 聚落
本地區發展較早的聚落為南安老、四塊厝、田草藔、菜堂、內冬羔蚋、外冬羔蚋、茄苳湖、豎旗呈，在日治初期的官方地圖上已有記載。此外，本地區尚有中坑子聚落。

## 交通
區道高39線是新廍至中坑子的道路，經過本地區西端暨中坑子聚落。
區道高40線是崗山邊至溪州的道路，經過本地區東南端暨田草藔聚落。